# Herbita igniplaga
Herbita igniplaga är en fjärilsart som beskrevs av W. Warren 1904. Herbita igniplaga ingår i släktet Herbita och familjen mätare. Inga underarter finns listade i Catalogue of Life.